# رادنی هال
رادنی هال (انگلیسی: Rodney Hall؛ زادهٔ ۱۸ نوامبر ۱۹۳۵) نویسنده، و رمان‌نویس اهل استرالیا است.
وی همچنین برندهٔ جوایزی همچون جایزه مایلز فرانکلین شده‌است.

## زندگی‌نامه
رادنی هال در سولیهال، واریک‌شر انگلستان متولد شد. هال به عنوان یک کودک بعد از جنگ جهانی دوم (۱۹۷۱) به استرالیا آمد و در دانشگاه کوئینزلند تحصیل کرد. در دهه ۱۹۶۰ به عنوان یک نویسنده مستقل و یک منتقد فیلم و منتقد فیلم شروع به کار کرد. او همچنین به عنوان یک بازیگر کار می‌کرد و اغلب با بنگاه خبررسانی استرالیا در بریزبین جنوبی فعالیت می‌کرد. بین سال‌های ۱۹۶۷ تا ۱۹۷۸ او سردبیر شعر د استرالیا بود. او شروع به انتشار شعر در دهه ۱۹۷۰ کرد و از آن زمان سیزده رمان منتشر کرده‌است، از جمله تنها روابط و جزیره در ذهن. او برای مدتی در اواخر دهه ۱۹۸۰ در شانگهای زندگی کرد. از سال ۱۹۹۴ به عنوان رئیس شورای استرالیا خدمت کرد.
هال در ویکتوریا (استرالیا) زندگی می‌کند.

## جوایز
علاوه بر تعدادی از جوایز ادبی همچون دو بار برد جایزه مایلز فرانکلین، او عضو دائم نشان استرالیا است.